# Michael Sens

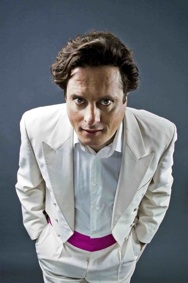
Michael Sens (2007)

Michael Sens (* 2. Mai 1963 in Berlin) ist ein deutscher Kabarettist, Autor, Violinist, Pianist, Komponist und Sänger.

## Leben
Im Alter von sechs Jahren begann Michael Sens seine musikalische Ausbildung an Violine und Klavier. 1979 wurde er an der Hochschule für Musik „Hanns Eisler“ Berlin für die Fachrichtung klassische Violine und Klavier immatrikuliert. Unmittelbar nach seinem Staatsexamen begann er sein erstes Orchesterengagement. Ein Jahr später bekam Sens die Position als Musikalischer Leiter und Komponist in Residenz an den „Uckermärkischen Bühnen Schwedt“.
Von 1986 bis 1991 war der Künstler am Pantomimenensemble des Deutschen Theaters in Berlin unter Vertrag. Im Anschluss ging er an die Hochschule für Musik „Hanns Eisler“, wo er ein vierjähriges Gesangsstudium begann. Im ersten Semester gewann er den 1. Preis des Bundesgesangswettbewerbes in der Fachrichtung Chanson/Song.
Michael Sens ließ sich 2006 an der Ars Dramatica in Berlin zum Autor ausbilden. Durch diese Neuausrichtung begann seine Arbeit als Autor für zahlreiche Theaterstücke an verschieden deutschen Theatern. Der Südwestverlag beauftragte ihn 2011, ein Buch zu schreiben, das unter dem Titel „Das Casanova-Prinzip“ im gleichen Jahr erschien.
Seit 2014 ist Michael Sens Senior-Consultant des Beratungsunternehmens m2m-consulting in Karlsruhe mit den Schwerpunkten Rhetorik, Humor und Körpersprache.

## Komponist
In den Jahren 1984 bis 1994 schrieb er zahlreiche Bühnenmusiken für Schauspielinszenierungen, unter anderem in Jena, Schwedt, Dresden, Cottbus und Berlin. Im Dezember 2008 wurde erstmals ein Orchesterwerk des Komponisten uraufgeführt. Das Jugendsinfonieorchester Leipzig spielte unter der Leitung des Dirigenten Ron-Dirk Entleutner die Ballettsuite Der Zeitmacher im Gewandhaus zu Leipzig. Am 30. August 2017 fand anlässlich des Carl Orff Music Festivals die Uraufführung seines ersten Streichquartetts „Querillium“ in Putignano (Italien) statt.

## Diskografie
- 1994: Kallmann Singers Farben meiner Träume
- 1998: Michael Sens Aussterbende Tierarten – Kunstlieder
- 1998: Michael Sens Komponisten Fussball live
- 2004: Michael Sens Sensibel – Mitschnitt aus dem Haus der Springmaus
- 2008: Michael Sens Opus 1 – Mitschnitt aus dem Berliner Kabarett-Theater Die Wühlmäuse
- 2014: Michael Sens Der Karneval der Tiere – Textliche Neufassung[1]
- 2016: Michael Sens Nullpunktfeld Vol.1 – Instrumental Music
- 2018: Michael Sens Nullpunktfeld Vol.2 – Instrumental Music – Cello: Jelena Očić

## Auszeichnungen
- 1991: 1. Preis des Bundesgesangswettbewerbes Fachrichtung Chanson/Song
- 2004: Reinheimer Satirelöwe
- 2005: Tuttlinger Krähe (Sonderpreis)
- 2007: Kleinkunstpreis der Stadt Hof Theresienstein
- 2008: 1. Preis des Kleinkunstwettbewerbes der Stadt Bad Nauheim – Mad Nauheim
- 2009: „Lüdenscheider Lüsterklemme“ Kleinkunstpreis der Stadt Lüdenscheid[2]
- 2010: Kabarettwettbewerb Das Schwarze Schaf, 3. Platz[3]
- 2011: Comedypreis „Der Spezialist“ – Hannover[4]
- 2011: Kabarettbundesmeister – Sieger der Kabarettbundesliga Saison 2010/2011[5]
- 2011: Böblinger Mechthild Baden-Württemberg[6]
- 2013: Paderborner Einohr in Gold[7]
- 2014: Ostfriesischer Kleinkunstpreis[8]
- 2021: Tuttlinger Krähe (1. Preis)

## Autor
- 1998: Soloprogramm „endlich prominent“
- 1998: Co-Autor mit Benedikt Eichhorn für das Comedy-Programm „Enterprise – Die Rückkehr der Blödiritter“
- 2003: Soloprogramm „sensibel“
- 2005: Schauspiel für das Burgtheater Ziesar „Wildwasser“ nach einer Erzählung von Karl May
- 2005: Co-Autor mit Andreas Scheffler für das Comedy-Programm „Filmriss – zwei Männer spannen ab“
- 2006: Soloprogramm „SoloSens“
- 2007: Schauspiel für das Burgtheater Ziesar Albrecht der Bär[9] zur 850-Jahr-Feier der Stadt Brandenburg
- 2008: Theaterstück für Tanz, Schauspiel und Musik „Der Traumbote“, Auftragswerk der Musikschule Leipzig
- 2008: Orchesterwerk für Tanz, Schauspiel und Musik „Der Zeitmacher“, Auftragswerk der Musikschule Leipzig
- 2009: Soloprogramm „Das Casanova-Prinzip“
- 2010: textliche Neufassung für „Der Karneval der Tiere“, Musik: Camille Saint-Saëns, Uraufführung im Gewandhaus zu Leipzig
- 2010: Autor der Kinderrevue „Träume brauchen Anlauf“ am Berliner Friedrichstadt-Palast
- 2013: Autor der Kinderrevue „Keinschneechaos“ am Berliner Friedrichstadt-Palast
- 2013: Soloprogramm „Opus 2“
- 2015: „Die Märchen der Gebrüder Grimm“, Oper Leipzig, Ballett von Mario Schröder – Texte und dramaturgische Betreuung
- 2016: „Die verrückte Sonne“, Kinderrevue am Berliner Friedrichstadt-Palast

## Buchveröffentlichungen
- Das Casanova-Prinzip. Das Geheimnis der Verführung. Südwest-Verlag, München 2011, ISBN 978-3-517-08669-9